# Vietnam del Sud
La República del Vietnam (1955-1975) o Vietnam del Sud va ser un estat localitzat al sud-est asiàtic que ocupava el que avui dia és el sud del Vietnam. La seva capital era Saigon, coneguda com la «Perla del Sud-est asiàtic», donada la seva importància econòmica i desenvolupament cultural. Després de la derrota dels francesos, es va produir l'arribada d'assessors militars nord-americans per evitar que els comunistes del Vietnam del Nord s'apoderessin del país, seguint així la Doctrina Truman.
Els Estats Units va donar gran importància a la supervivència de l'estat sud-vietnamita, ja que es creia que la victòria dels comunistes propiciaria la successiva caiguda en l'esfera sino-soviètica dels altres països de la zona, segons l'anomenat efecte dòmino. Desprotegit després de la retirada de les tropes nord-americanes de la guerra del Vietnam (1973), finalment, l'Exèrcit Popular del Vietnam va prendre Saigon el 30 d'abril de 1975, posant fi a la pràctica a l'existència del Vietnam del Sud.

## Història

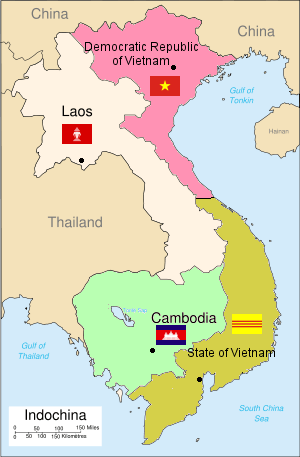
La participació de la Indoxina francesa en els nous estats de Laos, Cambodja, Vietnam del Nord i Vietnam del sud

Vietnam del Sud va néixer el 2 de setembre de 1945 com una sola nació juntament amb el nord del Vietnam. El 1953 es va reconèixer la independència del Vietnam, i la Conferència de Ginebra de 1954 va discutir el tractat de pau entre França i el Viet Minh i dividí el Vietnam entre un nord comunista i un Vietnam del sud sota el govern de Bao-Dai. Els francesos s'havien retirat del Vietnam després de la derrota militar de Batalla de Dien Bien Phu el 1954, però durant les eleccions, els Estats Units van disposar que la sobirania del Vietnam del Sud estigués sota el règim del candidat Ngo Dinh Diem.
De la mateixa manera que Vietnam del Nord va ser acusada de posseir un règim de govern repressiu i brutal, Vietnam del Sud també va rebre acusacions de corrupció al seu govern i de caràcter repressiu cap als monjos budistes, religió tradicional al Vietnam, els quals van començar a ser perseguits al Sud sota directrius del catòlic dictador del Vietnam del Sud, Ngo Dinh Diem. Les protestes budistes van ser encapçalades pel monjo vietnamita Thich Tri Quang, qui es va arribar a immolar cremant públicament en senyal de protesta contra el govern.
El 1960, opositors al govern de Ngo Dinh Diem van crear el Front d'Alliberament Nacional, conegut popularment com el Vietcong, començant una resistència contra els militars de Saigon i els Estats Units. El 1963 el president Ngo Dinh Diem va ser assassinat en un cop d'estat organitzat per militars sud-vietnamites amb l'aparent permís de la CIA i es va posar a Nguyen Van Thieu al poder.
Després d'aquest gir en els esdeveniments, la guerra va esclatar obertament, provocant una gran destrucció material i l'èxode de gran part de població del Vietnam del Sud. El Vietcong, amb l'ajut de la Xina, va aconseguir envair Vietnam del Sud i va prendre Saigon, vencent al govern vietnamita del sud i a les forces dels Estats Units a la zona. Aquesta derrota va donar lloc a brutals persecucions contra els que donaven suport al govern del Vietnam del Sud i va provocar que molts fossin detinguts i morts. Després de la caiguda de govern del sud es va formar el Govern Provisional Revolucionari de la República del Vietnam del Sud, que va existir durant menys de 15 mesos, després dels quals els dos països es van unificar en un sol Estat, de tipus comunista.

### Tradicions
Áo dài són els vestits tradicionals femenins del Vietnam.